# Lista över Hälsinglands runinskrifter
 Lista över Hälsinglands runinskrifter är en förteckning över kända runristningar i Hälsingland förkortat Hs, eventuellt deras namns, placeringar, samt typ av föremål. 

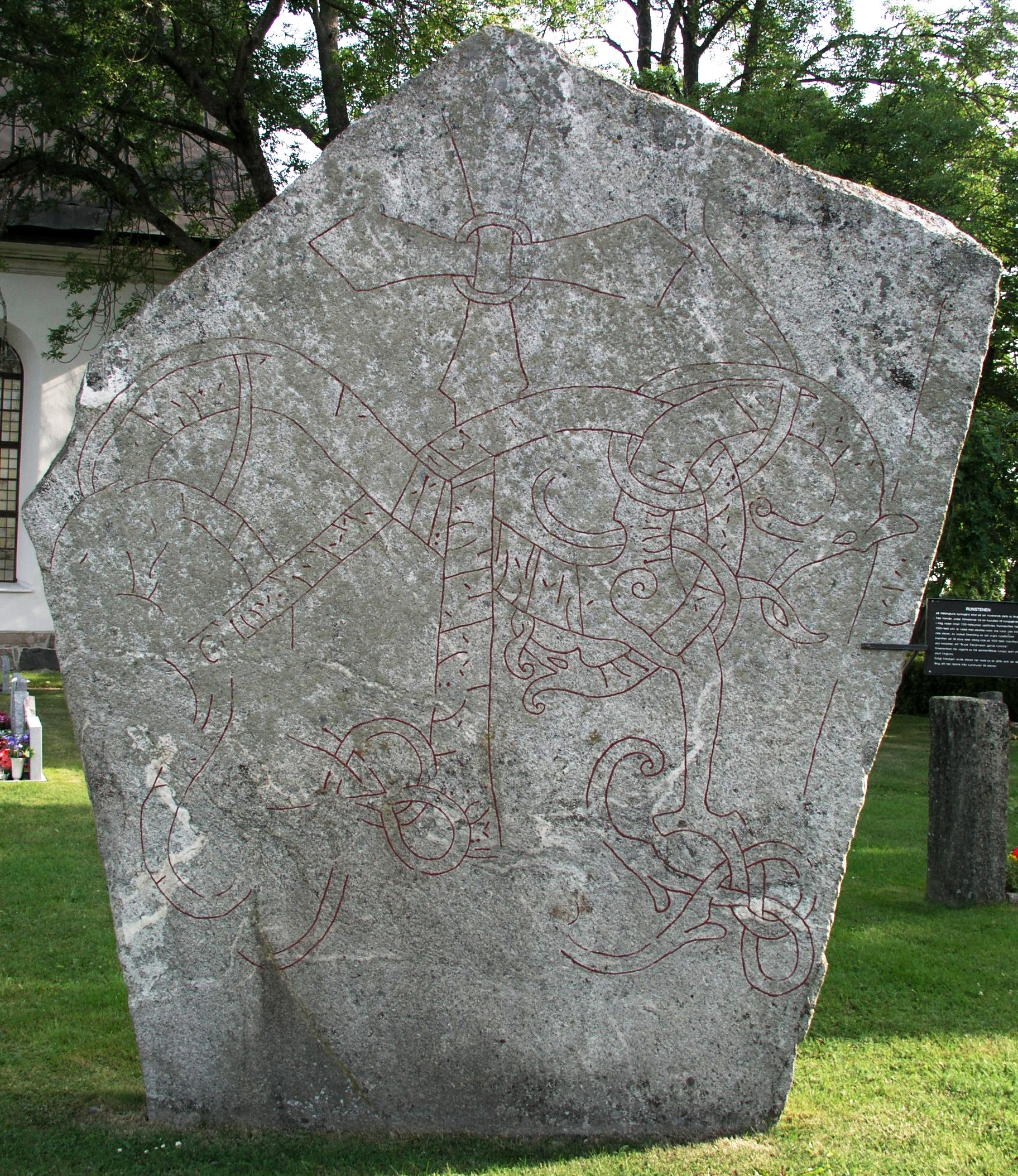
Runsten Hs 10 vid Hälsingtuna kyrka

- Hs 1, Vevlinge by, Bollnäs socken, Bollnäs kommun,  runstensfragment
- Hs 2, Norrala kyrka, Norrala socken, Söderhamns kommun, runsten, [död länk]
- Hs 3, Borg, Norrala socken, Söderhamns kommun, runstensfragment
- Hs 4, Borg, Norrala socken, Söderhamns kommun, runstensfragment
- Hs 5, Daglösa, Trönö socken, Söderhamns kommun, runstensfragment, försvunnet
- Hs 6, Prästgården, Järvsö socken, Ljusdals kommun, runsten
- Hs 7, Forsaringen, Forsa kyrka, Forsa socken, Hudiksvalls kommun, dörrhandtag i form av järnring
- Hs 8, Hudiksvalls kyrka, Hudiksvalls kommun, runsten, försvunnen
- Hs 9, Hälsingtuna kyrka, Hälsingtuna socken, Hudiksvalls kommun, runsten
- Hs 10, Hälsingtuna kyrka, Hälsingtuna socken, Hudiksvalls kommun, Sveriges största runsten (?)
- Hs 11, Högs kyrka, Högs socken, Hudiksvalls kommun,  runsten
- Hs 12, Högs kyrka, Högs socken, Hudiksvalls kommun,  runsten
- Hs 13, Hallsta och Hjortsta , Högs socken, Hudiksvalls kommun,  runstensfragment, försvunna
- Hs 14, "Malstastenen", Malsta, Rogsta socken, Hudiksvalls kommun, runsten
- Hs 15, Sunnå kvarndamm, Rogsta socken, Hudiksvalls kommun, runsten
- Hs 16, Delsbo kyrka, Delsbo socken, Hudiksvalls kommun, runstensfragment
- Hs 17, Delsbo kyrka, Delsbo socken, Hudiksvalls kommun, runstensfragment, försvunnet
- Hs 18, Delsbo kyrka, Delsbo socken, Hudiksvalls kommun, fragment, del av Hs 16
- Hs 19, Delsbo kyrka, Delsbo socken, Hudiksvalls kommun, järnring
- Hs 20, Ljusdals kyrka, Ljusdals socken, Ljusdals kommun, runstensfragment, försvunna
- Hs 21, Jättendals kyrka, Jättendals socken, Nordanstigs kommun, runsten